# The World (人工島)

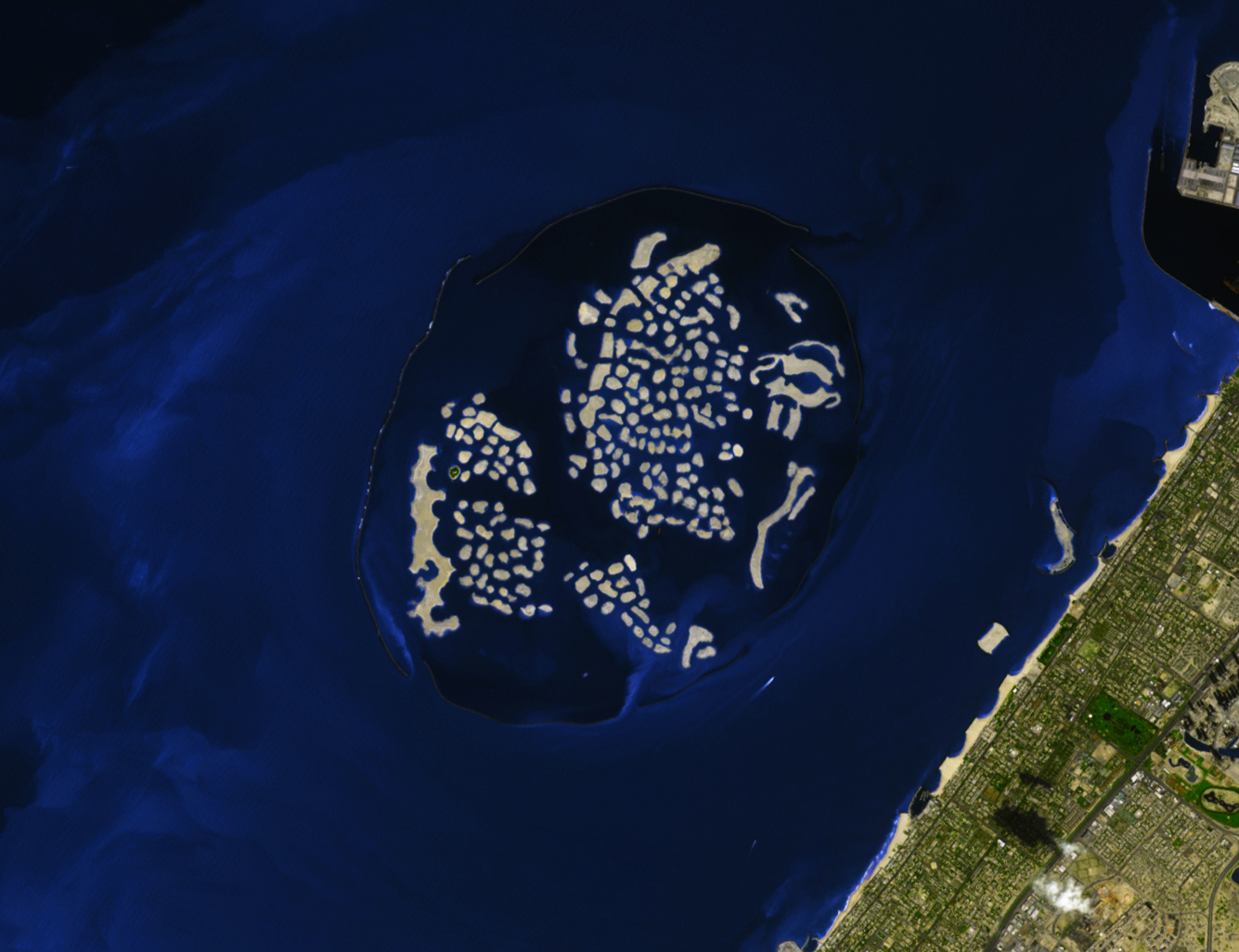
ザ・ワールドの衛星画像。2009年初頭

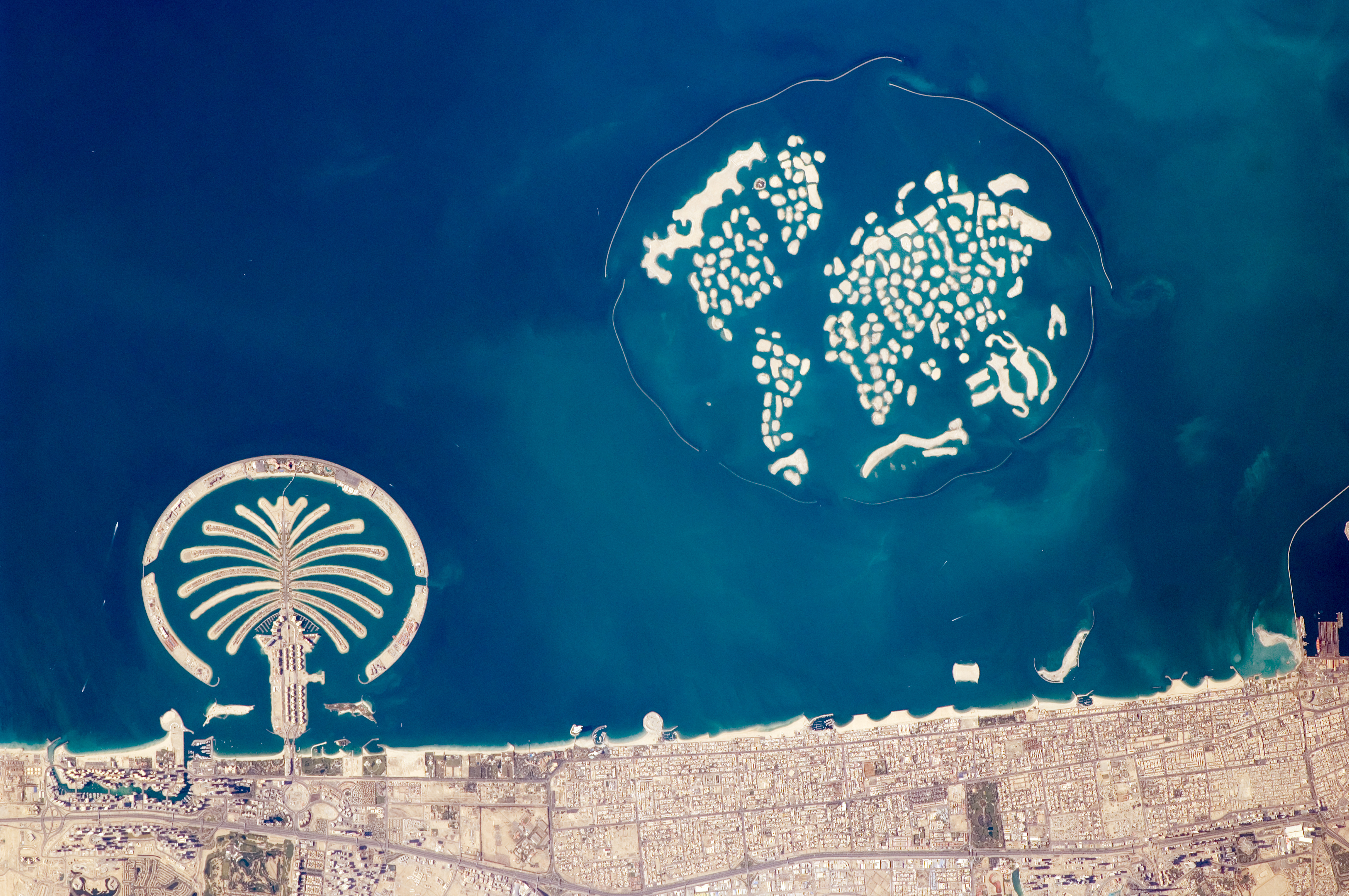
ザ・ワールド（2010年）

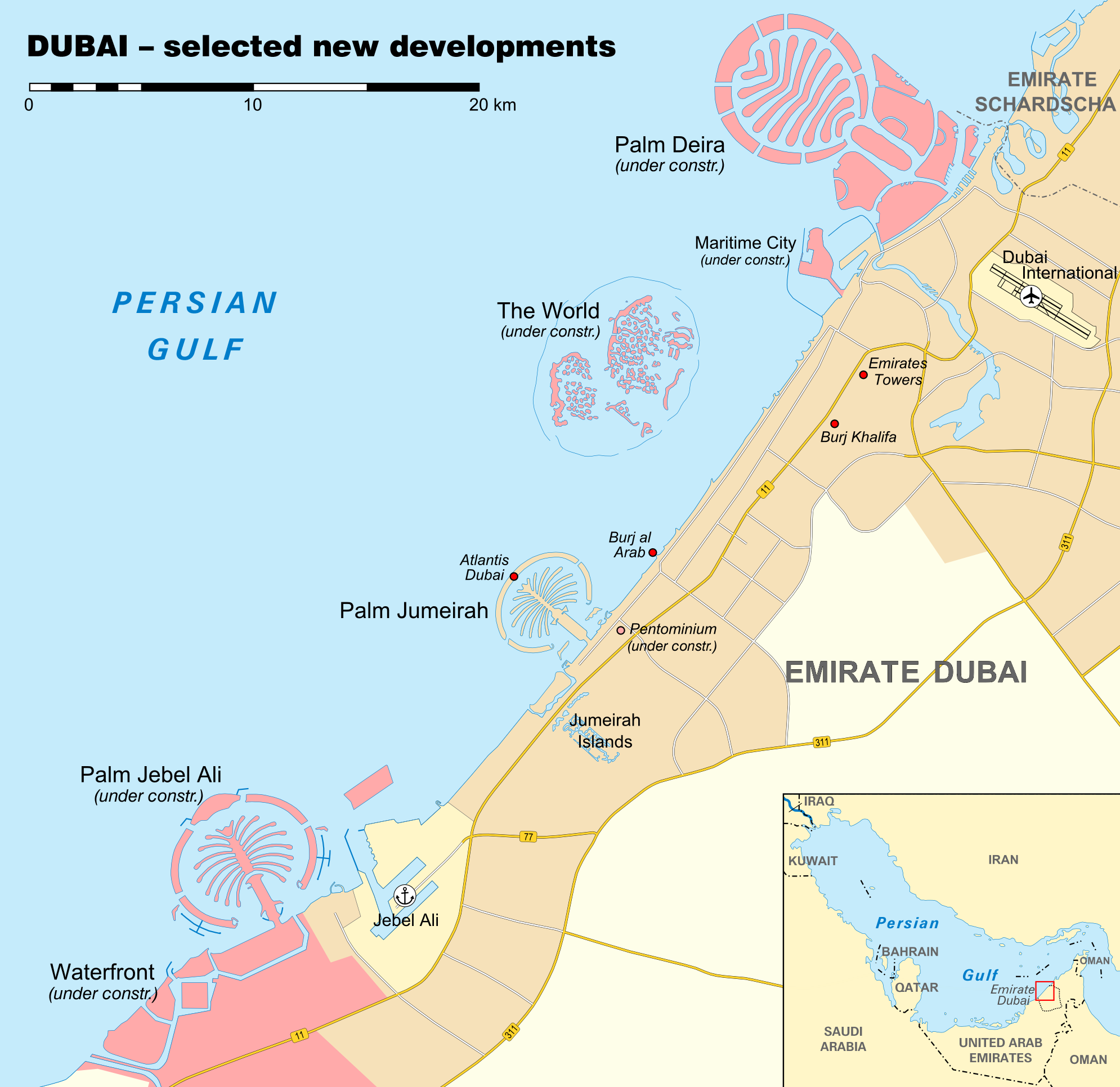
ドバイ沿岸の埋め立て予定図。一番左下からパーム・ジェベル・アリ、パーム・ジュメイラ、ザ・ワールド、パーム・デイラが並ぶ

ザ・ワールド（The World）は、アラブ首長国連邦のドバイに建設された人工島群。島は全部で300以上ある。ドバイでの人工諸島プロジェクトは、他にザ・パーム、ジュメイラ・アイランズが知られる。

## 概要
ドバイの首長であるムハンマド・ビン＝ラーシド・アール＝マクトゥームの発案（2003年5月）。
島の面積は、14,000平方メートルから42,000平方メートルまで様々で、島と島との間は100メートルである。これらの島への交通手段はヘリコプター、水上オートバイ、ボートしかない。
島群は地球の陸地を表し、上空から見ると世界地図を模している。これまでに、ビジェイ・シン、ミハエル・シューマッハ、パメラ・アンダーソンら多くの著名人が購入した。
また、この人工島群の中には、パールズ・オブ・アラビア(Pearls of Arabia)という劇場や美術館などのテーマパークも建設中で、ここにはフェリーで行くことになる。
2008年1月現在、全体の60%が売却されている。

## ギャラリー

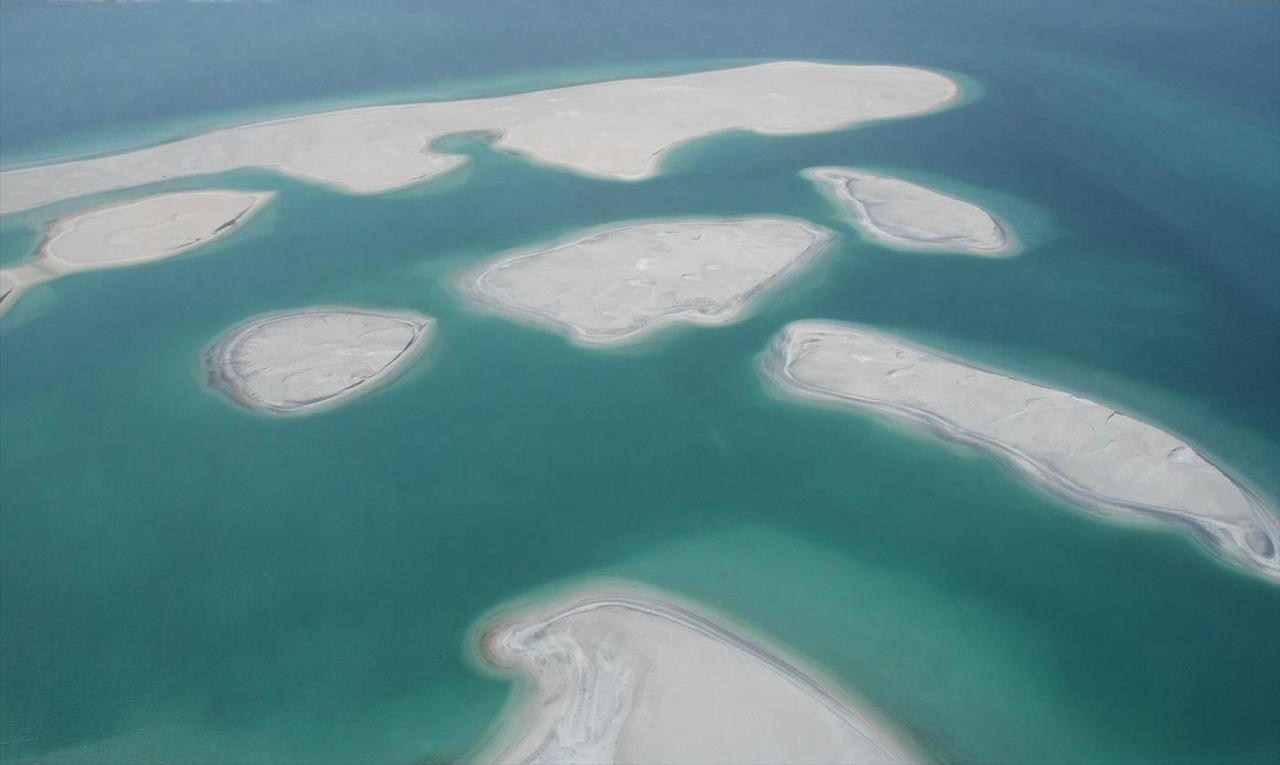
2007年5月1日 The World
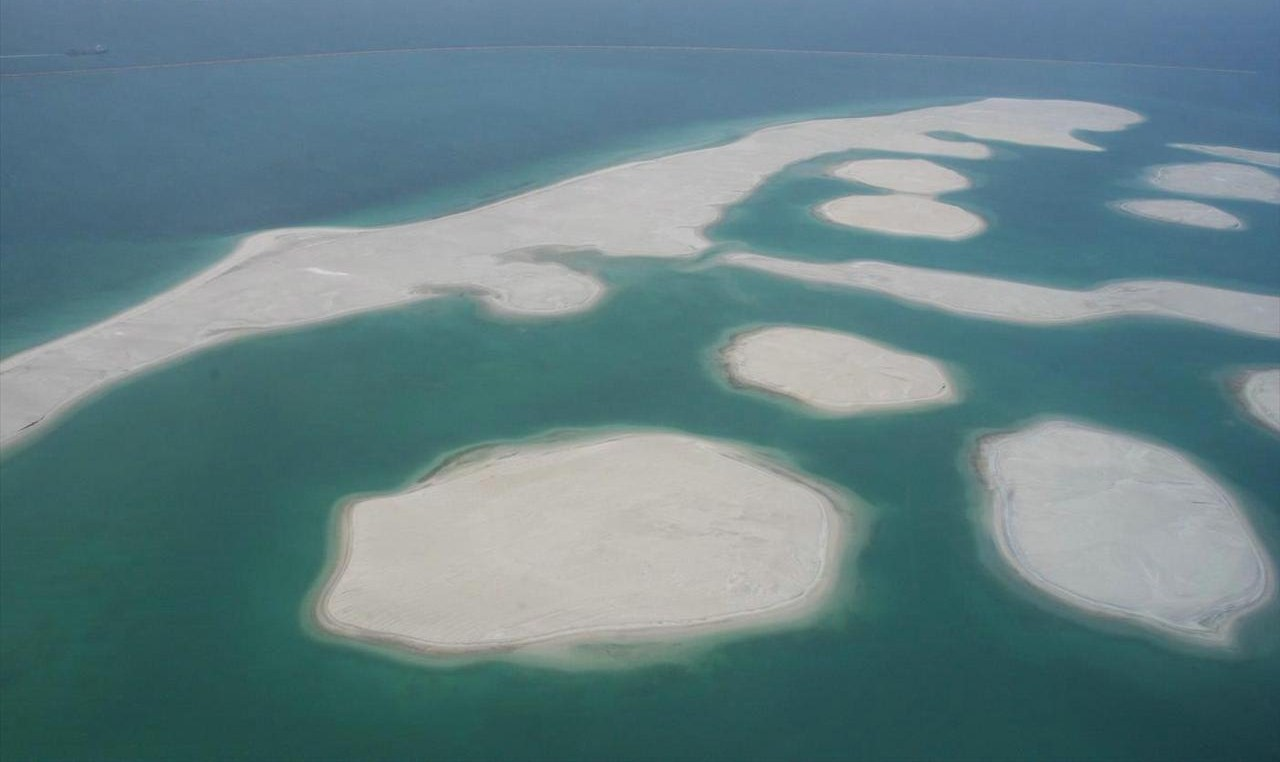
2007年5月1日 The World
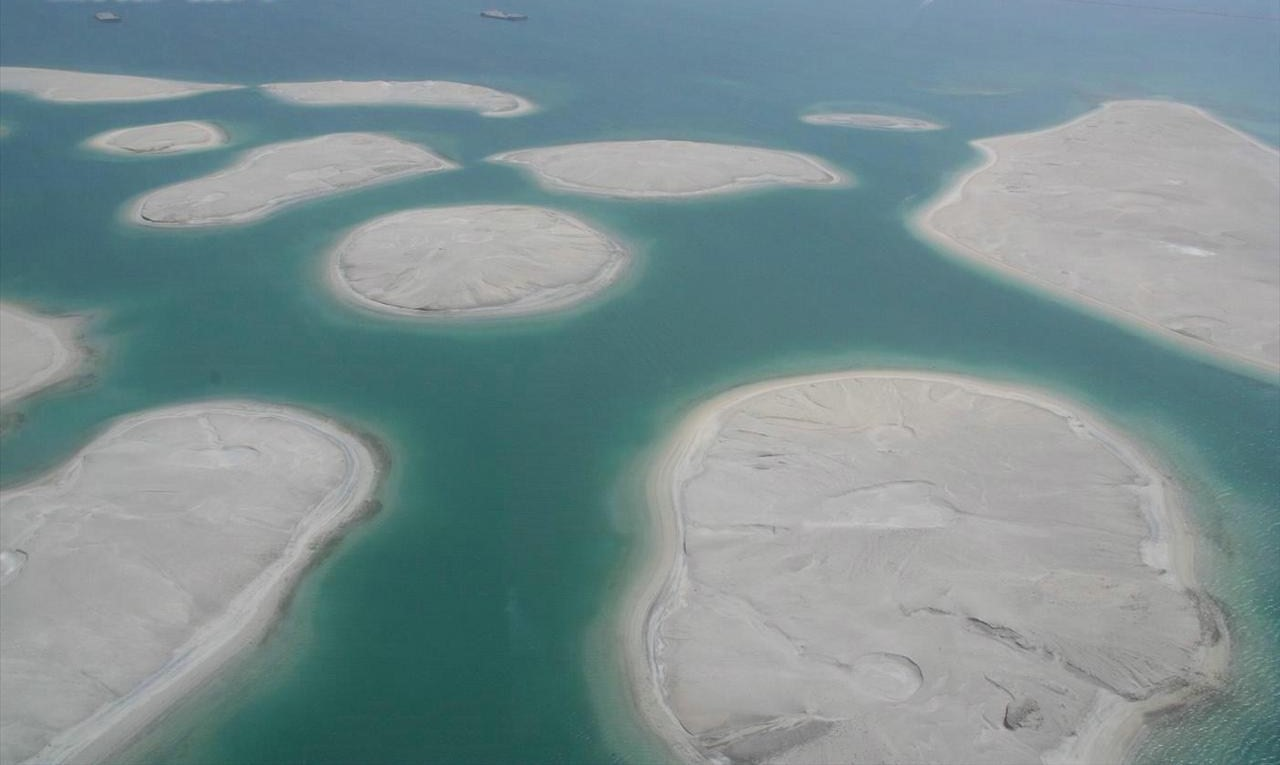
2007年5月1日 The World
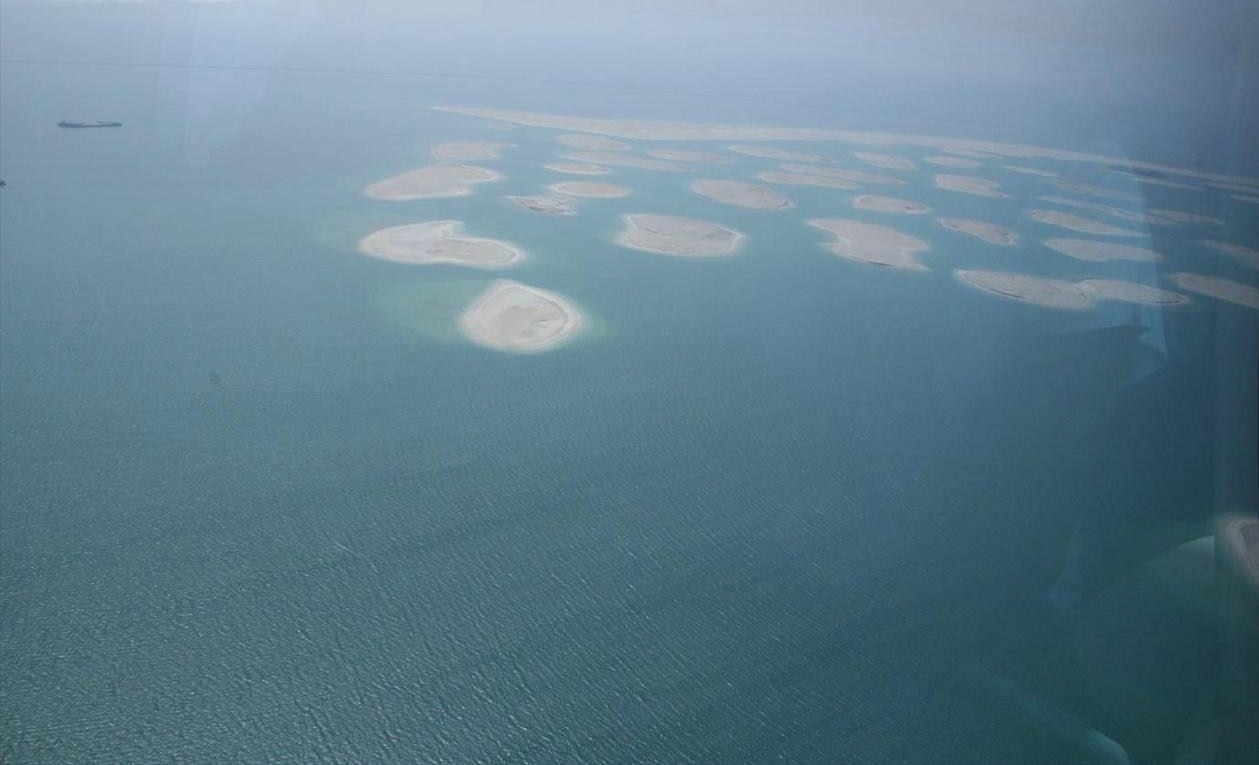
2007年5月1日 The World
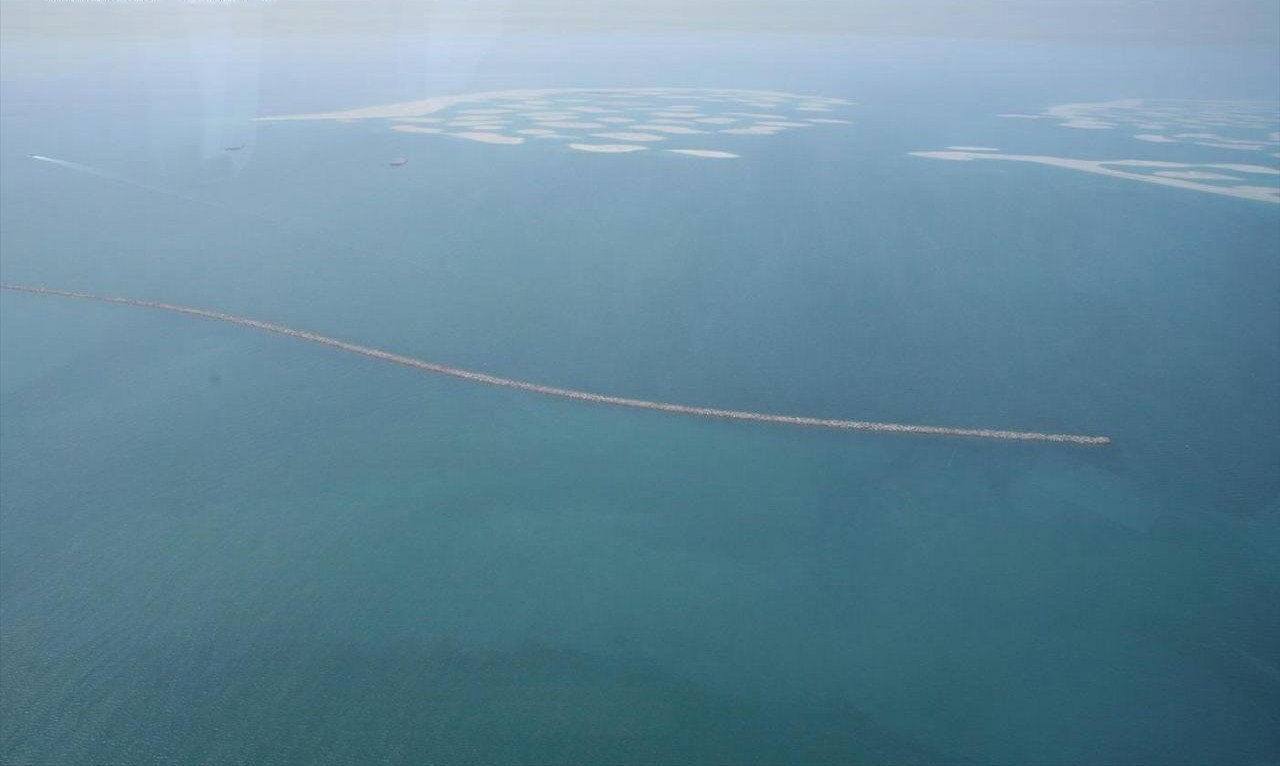
2007年5月1日 The World
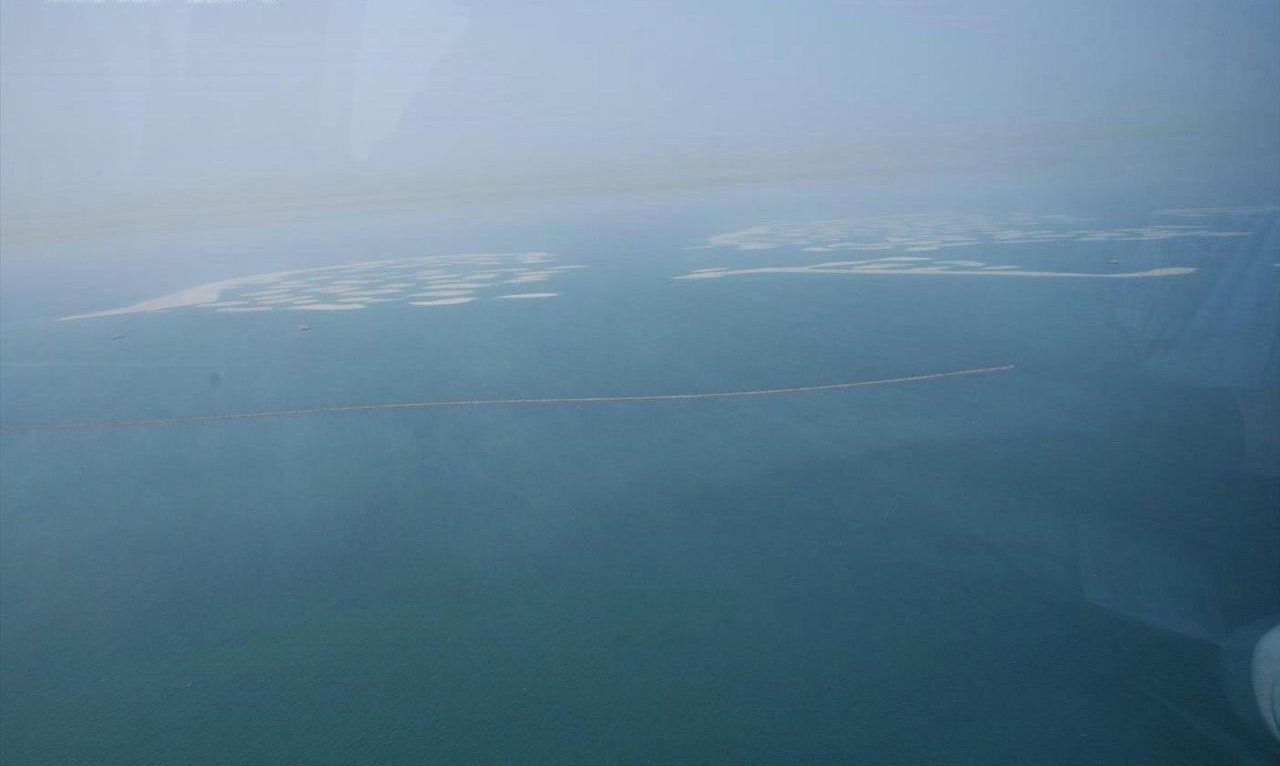
2007年5月1日 The World
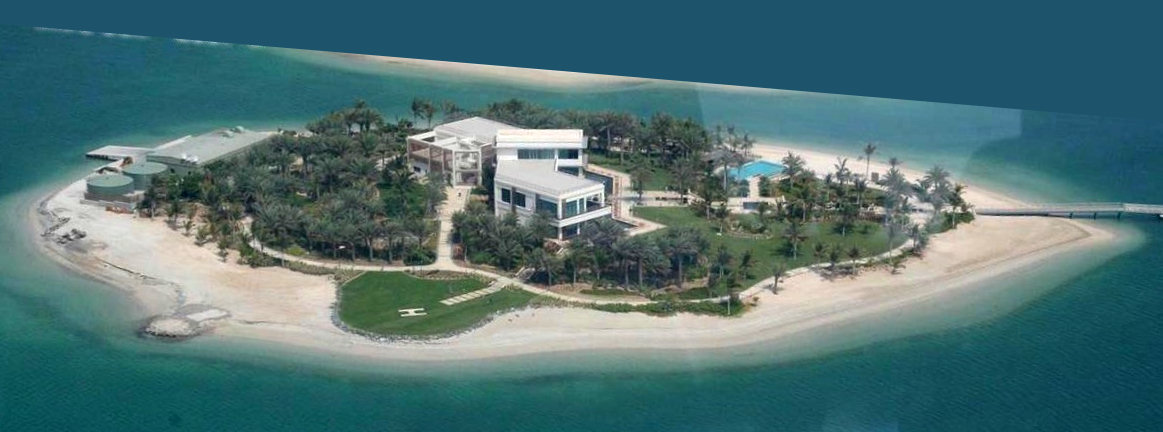
The Worldのモデルアイランドと最初の建物
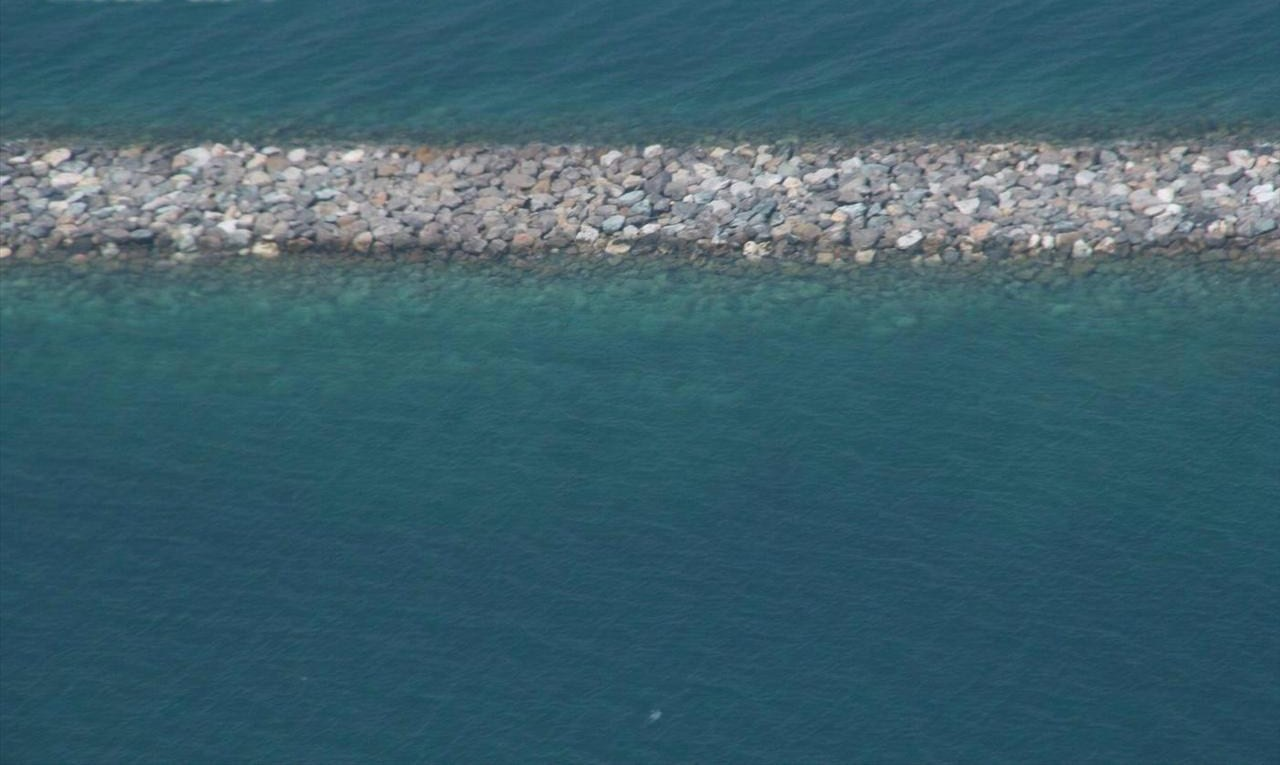
The Worldの防波堤